# هودج بنک
هودج بنک (انگلیسی: Hodge Bank) شرکت خدمات مالی و بانکداری ولزی است، که در سال ۱۹۸۷ توسط جولیان هودج تأسیس شد.